# ويست سينيكا (نيويورك)
ويست سينيكا (بالإنجليزية: West Seneca)‏ هي مدينة في ولاية نيويورك الأمريكية. يبلغ عدد سكانها حسب تعداد سنة 2000: 45,920 نسمة. ويبلغ عددهم حسب تقدير 2007 حوالي:44,054 نسمة.